# Girl on Fire
Girl on Fire – piąty album studyjny amerykańskiej piosenkarki Alicii Keys, wydany 22 listopada 2012 roku przez wytwórnię RCA Records. Album zadebiutował na szczycie notowania Billboard 200, sprzedając się w pierwszym tygodniu w ilości 159. tysięcy egzemplarzy i stał się tym samym piątym albumem numer jeden w karierze piosenkarki. W Polsce album dotarł do 17. miejsca na liście OLiS oraz zdobył status złotej płyty. Pierwszym singlem został utwór „Girl on Fire”, który dotarł do 11. miejsca na liście Billboard Hot 100.

## Lista utworów
| Edycja standardowa | Edycja standardowa                                    | Edycja standardowa                                                              | Edycja standardowa               | Edycja standardowa |
| Nr                 | Tytuł utworu                                          | Tekst                                                                           | Muzyka                           | Długość            |
| ------------------ | ----------------------------------------------------- | ------------------------------------------------------------------------------- | -------------------------------- | ------------------ |
| 1.                 | „De Novo Adagio (Intro)”                              |                                                                                 |                                  | 1:19               |
| 2.                 | „Brand New Me”                                        | Alicia Keys, Emeli Sandé                                                        | Keys                             | 3:53               |
| 3.                 | „When It’s All Over”                                  | Keys, John Stephens, Stacy Barthe                                               | Keys, Jamie Smith                | 4:34               |
| 4.                 | „Listen to Your Heart”                                | Keys, Stephens                                                                  | Keys, Rodney "Darkchild" Jerkins | 3:46               |
| 5.                 | „New Day”                                             | Keys, Kasseem Dean, Trevor Lawrence Jr., Andre Brissett, Amber "Sevyn" Streeter | Swizz Beatz, Dr. Dre             | 4:02               |
| 6.                 | „Girl on Fire (Inferno Version) (wraz z Nicki Minaj)” | Keys, Salaam Remi, Jeff Bhasker, Onika Tanya Maraj, Billy Squier                | Keys, Bhasker, Salaam Remi       | 4:30               |
| 7.                 | „Fire We Make (duet with Maxwell)”                    | Keys, Andrew "Pop" Wansel, Warren "Oak" Felder, Gary Clark, Jr.                 | Keys, Andrew "Pop" Wansel, Oak   | 5:21               |
| 8.                 | „Tears Always Win”                                    | Keys, Bhasker, Bruno Mars, Phillip Lawrence                                     | Keys, Bhasker                    | 3:59               |
| 9.                 | „Not Even the King”                                   | Keys, Sandé                                                                     | Keys                             | 3:07               |
| 10.                | „That’s When I Knew”                                  | Keys, Kenny Edmonds, Antonio Dixon                                              | Babyface, Dixon                  | 4:05               |
| 11.                | „Limitedless”                                         | Keys, Felder, Wansel, Streeter, Barthe                                          | Keys, Andrew "Pop" Wansel, Oak   | 3:57               |
| 12.                | „One Thing”                                           | Keys, Frank Ocean, James Ho                                                     | Malay                            | 4:08               |
| 13.                | „101”                                                 | Keys, Sandé                                                                     | Keys                             | 6:29               |
|                    |                                                       |                                                                                 |                                  | 53:10              |

## Notowania
| Lista (2012)            | Najwyższa pozycja                      |    |
| ----------------------- | -------------------------------------- | -- |
|                         | Australia (Top 50 Albums)              | 12 |
|                         | Austria (Ö3 Austria Top 40)            | 7  |
|                         | Belgia (Ultratop 200 Albums, Flandria) | 11 |
|                         | Belgia (Ultratop 200 Albums, Wallonia) | 33 |
|                         | Dania (Tracklisten)                    | 28 |
|                         | Finlandia (Top 50 Albums)              | 38 |
|                         | Francja (SNEP)                         | 8  |
|                         | Hiszpania (PROMUSICAE)                 | 13 |
| Irlandia (Albums Chart) | 27                                     |    |
|                         | Niemcy (Media Control Charts)          | 6  |
|                         | Norwegia (VG-lista)                    | 13 |
|                         | Nowa Zelandia (RIANZ)                  | 22 |
|                         | Polska (OLiS)                          | 17 |
|                         | Portugalia (AFP)                       | 19 |
|                         | Stany Zjednoczone (Billboard 200)      | 1  |
|                         | Szwajcaria (Alben Top 100)             | 3  |
|                         | Szwecja (Sverigetopplistan)            | 39 |
|                         | Wielka Brytania (UK Albums Chart)      | 15 |
|                         | Wielka Brytania (UK R&B Albums Chart)  | 2  |
|                         | Włochy (FIMI)                          | 3  |